# Adolf Raška
Adolf Raška starší (1. února 1825 Kopřivnice – 23. září 1878 Kopřivnice) byl rakouský podnikatel a politik české národnosti z Moravy; poslanec Moravského zemského sněmu a starosta Kopřivnice.

## Biografie
Pocházel z rodu kopřivnických Rašků. Rodové jméno Raška (Raschka) je v této části Moravy frekventované, ale kopřivničtí Raškové nebyli přímými příbuznými rodu Raschků z Příbora, ačkoliv se později obě rodiny propojily dvěma sňatky.
Zakladatelem průmyslové tradice rodu byl zeman Ignác Raška (1768–1824), který zřídil továrnu na keramiku. Po jeho smrti převzal vedení podniku syn Jan Raška. Ten měl syny, kteří se později rovněž zapojili do provozu firmy. Byli jimi Josef Raška a Adolf Raška, oba narození roku 1825. Adolf Raška vystudoval piaristickou hlavní školu v Příboru, pak gymnázium v Těšíně a techniku ve Vídni, kde studia zakončil roku 1848. Už během studií byl aktivní v českých vlasteneckých kruzích. Po vypuknutí revoluce 1848 odešel z Vídně do rodné Kopřivnice, kde s přítelem Moslerem založili Národní gardu a sloužil v ní jako důstojník. Od roku 1849 podnikl zahraniční cesty, během kterých prohloubil své znalosti výroby keramiky a porcelánu. Když se vrátil do Kopřivnice, stal se společníkem v rodinné firmě a od roku 1855 majitelem tohoto podniku. Výrobu rozšířil o kachle, dlaždice a obkládačky. Od roku 1853 spolupracoval s kopřivnickým podnikatelem Ignácem Schustalou (Šustalou), majitelem dílny na výrobu kočárů a bryček. Jeho manželkou byla Franziska Raschková z Příbora. Byl taky aktivní v místní politice. Od roku 1865 do roku 1867 a znovu v letech 1873–1876 působil jako starosta Kopřivnice. Měl podíl na zřízení duchovní správy, obecní záložny a pošty a o výstavbu horní školy.
V 70. letech se Raška zapojil i do vysoké politiky. V zemských volbách v září 1871 byl zvolen na Moravský zemský sněm, za kurii městskou, obvod Příbor, Fulnek, Frenštát. Mandát zde obhájil v krátce poté konaných zemských volbách v prosinci 1871 . Tato volba ale nebyla uznána, protože o mandát se přeli Raška a Wenzel Gillar. Sněm nakonec rozhodl v listopadu 1872 uznat volbu Gillara.
Raška se v září 1871 uváděl jako český kandidát (Národní strana, staročeská). Neúspěšně byl Národní stranou do sněmu kandidován již v zemských volbách v lednu 1867.
Po jeho smrti převzal rodinnou továrnu syn Adolf Raška mladší (narozen 1863).